# Колін
Колін (чеськ. Kolín, нім. Kolin) — місто в Центральночеському краї Чехії, на річці Лабі. Є муніципалітетом з розширеними повноваженнями та адміністративним центром району Колін. Залізничний вузол.

## Історія
Заснований Венцеславом I як Нова Колонія в XIII столітті. У 1261 (рік першої писемної згадки про місто) Колін вже мав статус королівського міста. У 1475—1488 роках Гинек з Подебрад, відомий письменник епохи Відродження, син Їржі з Подебрад, жив в Колінському замку. 18 червня 1757, під час Семирічної війни, поблизу міста відбулася Колінська битва. У XV — початку XX ст. Колін мав одну з найбільших єврейських громад на території Чехії; під час Другої світової війни майже вся вона була знищена в концтаборі Терезин; війну пережили лише 60 колінських євреїв.

## Статистика
Населення 29,7 тисячі жителів. (2003). Площа 34,9 км ².

## Промисловість
Машинобудування: вагонобудування
виробництво електротехнічного обладнання
автозавод Toyota Peugeot Citroën Automobile Czech
Хімічна та харчова промисловість.
У Колине під торговою маркою «Uragan D2» до цього часу проводиться засіб, відоме під назвою «Циклон Б» (нім. Zyklon B),  — продукт хімічної промисловості Німеччини, який використовували для масового вбивства в газових камерах таборів смерті.
Також в селищі Велимо під Коліном в 1970-1980-і рр. вироблялася, відома в соціалістичних країнах, жувальна гумка «Pedro».

## Пам'ятки
Місто відоме своїм готичним костелом Святого Варфоломія (побудований у другій половині XIV століття Петером Парлера), а також синагогою в стилі бароко, вікна вітражні. Інтер'єр декорований своєрідними рельєфними лозами.
У місті щорічно проходить фестиваль фольклорної музики — «Кмохув Колін».
На честь цього міста була написана пісня «Kolíne, Kolíne», яка згодом стала маршом чеської армії.

## Відомі уродженці і жителі
- Франтішек Краткий (1851—1924) — чеський фотограф.
- Мілош Земан — президент Чехії (2013—2023)
- Йосиф Поппер-Лінкеус (1838—1921) — австрійський учений, письменник, винахідник
- Ян Бржезина (1914—1938) — чеський авіатор, мандрівник, перший чех, що досяг Північного полюса